# Seconde bataille des lacs de Mazurie
Première Guerre mondiale
Batailles
Front d'Europe de l’Est
- Stallupönen (08-1914)
- Gumbinnen (08-1914)
- Tannenberg (08-1914)
- Île d'Odensholm (08-1914)
- Lemberg (08-1914)
- Krasnik (08-1914)
- Komarów (08-1914)
- Lacs de Mazurie (I) (09-1914)
- Przemyśl (09-1914)
- Vistule (09-1914)
- Łódź (11-1914)
- Limanowa (12-1914)
- Bolimov (01-1915)
- Zwinin (02-1915)
- Lacs de Mazurie (II) (02-1915)
- Przasnysz (02-03-1915)
- Schaulen (04-07-1915)
- Gorlice-Tarnów (05-1915)
- Boug (06-08-1915)
- Narew (07-08-1915)
- Novogeorgievsk (08-1915)
- Varsovie (08-1915)
- Sventiany (09-1915)
- Lac Narotch (03-1916)
- Offensive Broussilov (06-1916)
- Offensive de Baranavitchy (07-1916)
- Turtucaia (09-1916)
- Offensive Flămânda (09-1916)
- Argeș (12-1916)
- Offensive Kerenski (07-1917)
- Bataille de Riga (09-1917)
- Opération Albion (09-10-1917)
- Mărășești (08-1917)
- Traité de Brest-Litovsk (03-1918)
- Traité de Brest-Litovsk (03-1918)
- Bakhmatch (03-1918)

Front d'Europe de l’Ouest
Front italien
Front des Balkans
Front du Moyen-Orient
Front africain
Bataille de l'Atlantique
La seconde bataille des lacs de Mazurie eut lieu entre les 7 janvier et 22 février 1915 sur le front est, en Mazurie (Prusse-Orientale).

## Contexte historique
Le maréchal Paul von Hindenburg lance son offensive destinée à prendre les Russes en tenaille en envoyant ses 8e et 10e armées contre la 10e armée russe. La 8e armée attaque en premier lors d'une tempête de neige. Néanmoins, elle frappe durement le flanc gauche de la 10e armée russe. Le 8, la 10e armée allemande du général Hermann von Eichhorn attaque la droite de la 10e armée russe.

## Déroulement et bilan
Les Russes résistent à l'offensive, mais doivent battre en retraite dans la forêt d'Augustów, où seule une action héroïque du XXe corps russe permet d'éviter un désastre total. Le corps est contraint de se rendre le 21, mais son action a permis aux trois autres corps de la 10e armée russe d'éviter l'encerclement. Cependant, la ligne de front des Russes a dû reculer de 112 km. Les Allemands font 90 000 prisonniers russes au cours de cet engagement, qui deviendra la deuxième bataille des Lacs de Mazurie. Après leur défaite aux Lacs de Mazurie, les Russes montent rapidement la 12e armée sous les ordres du général Pavel von Plehve, qui lance le 22 février une contre-attaque contre le flanc droit allemand avec un certain succès.